# Estados Unidos en los Juegos Olímpicos de Río de Janeiro 2016
Estados Unidos estuvo representado en los Juegos Olímpicos de Río de Janeiro 2016 por un total de 555 deportistas, 264 hombres y 291 mujeres, que compitieron en 33 deportes.
El portador de la bandera en la ceremonia de apertura fue el nadador Michael Phelps.

## Medallistas
El equipo olímpico estadounidense obtuvo las siguientes medallas:
| Nombre | Deporte            | Competición                    |
| --- | ------------------ | ------------------------------ |
| Oro |                    |                                |
| Brianna Rollins | Atletismo          | 100 m vallas F                 |
| Dalilah Muhammad | Atletismo          | 400 m vallas F                 |
| Tianna Bartoletta Allyson Felix English Gardner Tori Bowie Morolake Akinosun                                                    | Atletismo          | 4 × 100 m F                    |
| Courtney Okolo Natasha Hastings Phyllis Francis Allyson Felix Taylor Ellis-Watson Francena McCorory                             | Atletismo          | 4 × 400 m F                    |
| Tianna Bartoletta | Atletismo          | Salto de longitud F            |
| Michelle Carter | Atletismo          | Peso F                         |
| Matthew Centrowitz | Atletismo          | 1500 m M                       |
| Kerron Clement | Atletismo          | 400 m vallas M                 |
| Arman Hall Tony McQuay Gil Roberts LaShawn Merritt Kyle Clemons David Verburg                                                   | Atletismo          | 4 × 400 m M                    |
| Jeff Henderson | Atletismo          | Salto de longitud M            |
| Christian Taylor | Atletismo          | Triple salto M                 |
| Ryan Crouser | Atletismo          | Peso M                         |
| Ashton Eaton | Atletismo          | Decatlón M                     |
| Equipo | Baloncesto         | Torneo F                       |
| Equipo | Baloncesto         | Torneo M                       |
| Claressa Shields | Boxeo              | 75 kg F                        |
| Connor Fields | Ciclismo BMX       | Individual M                   |
| Kristin Armstrong | Ciclismo en ruta   | Contrarreloj F                 |
| Simone Biles | Gimnasia artística | Suelo F                        |
| Simone Biles | Gimnasia artística | Salto de potro F               |
| Simone Biles | Gimnasia artística | Concurso individual F          |
| Simone Biles Gabby Douglas Laurie Hernandez Madison Kocian Aly Raisman                                                          | Gimnasia artística | Concurso por equipos F         |
| Helen Maroulis | Lucha libre        | 53 kg F                        |
| Kyle Snyder | Lucha libre        | 97 kg M                        |
| Simone Manuel | Natación           | 100 m libre F                  |
| Katie Ledecky | Natación           | 200 m libre F                  |
| Katie Ledecky | Natación           | 400 m libre F                  |
| Katie Ledecky | Natación           | 800 m libre F                  |
| Maya DiRado | Natación           | 200 m espalda F                |
| Lilly King | Natación           | 100 m braza F                  |
| Allison Schmitt Leah Smith Maya DiRado Katie Ledecky Missy Franklin Melanie Margalis Cierra Rung                                | Natación           | 4 × 200 m libre F              |
| Kathleen Baker Lilly King Dana Vollmer Simone Manuel Olivia Smoliga Katie Meili Kelsi Worrell Abbey Weitzeil                    | Natación           | 4 × 100 m estilos F            |
| Anthony Ervin | Natación           | 50 m libre M                   |
| Ryan Murphy | Natación           | 100 m espalda M                |
| Ryan Murphy | Natación           | 200 m espalda M                |
| Michael Phelps | Natación           | 200 m mariposa M               |
| Michael Phelps | Natación           | 200 m estilos M                |
| Caeleb Dressel Michael Phelps Ryan Held Nathan Adrian Jimmy Feigen Blake Pieroni Anthony Ervin                                  | Natación           | 4 × 100 m libre M              |
| Conor Dwyer Townley Haas Ryan Lochte Michael Phelps Clark Smith Jack Conger Gunnar Bentz                                        | Natación           | 4 × 200 m libre M              |
| Ryan Murphy Cody Miller Michael Phelps Nathan Adrian David Plummer Kevin Cordes Tom Shields Caeleb Dressel                      | Natación           | 4 × 100 m estilos M            |
| Emily Regan Kerry Simmonds Amanda Polk Lauren Schmetterling Tessa Gobbo Meghan Musnicki Elle Logan Amanda Elmore Katelin Snyder | Remo               | 8 con timonel (W8+) F          |
| Bethanie Mattek-Sands Jack Sock                                                                                                 | Tenis              | Dobles mixto                   |
| Virginia Thrasher | Tiro               | Rifle de aire 10 m F           |
| Gwen Jorgensen | Triatlón           | Individual F                   |
| Equipo | Waterpolo          | Torneo F                       |
| Kayla Harrison | Judo               | –78 kg F                       |
| Plata |                    |                                |
| Tori Bowie | Atletismo          | 100 m F                        |
| Allyson Felix | Atletismo          | 400 m F                        |
| Nia Ali | Atletismo          | 100 m vallas F                 |
| Sandi Morris | Atletismo          | Salto con pértiga F            |
| Britney Reese | Atletismo          | Salto de longitud F            |
| Justin Gatlin | Atletismo          | 100 m M                        |
| Paul Chelimo | Atletismo          | 5000 m M                       |
| Evan Jager | Atletismo          | 3000 m obstáculos M            |
| Will Claye | Atletismo          | Triple salto M                 |
| Joe Kovacs | Atletismo          | Peso M                         |
| Shakur Stevenson | Boxeo              | 56 kg M                        |
| Alise Post | Ciclismo BMX       | Individual F                   |
| Sarah Hammer | Ciclismo en pista  | Omnium F                       |
| Sarah Hammer Kelly Catlin Chloe Dygert Jennifer Valente                                                                         | Ciclismo en pista  | Persecución por eqs. F         |
| Alexander Massialas | Esgrima            | Florete ind. M                 |
| Daryl Homer | Esgrima            | Sable ind. M                   |
| Aly Raisman | Gimnasia artística | Concurso individual F          |
| Madison Kocian | Gimnasia artística | Barras asimétricas F           |
| Laurie Hernandez | Gimnasia artística | Barra de equilibrio F          |
| Aly Raisman | Gimnasia artística | Suelo F                        |
| Danell Leyva | Gimnasia artística | Barra fija M                   |
| Danell Leyva | Gimnasia artística | Paralelas M                    |
| Kent Farrington (Voyeur) Lucy Davis (Barron) McLain Ward (Azur) Elizabeth Madden (Cortes 'C')                                   | Hípica             | Saltos por eqs.                |
| Simone Manuel | Natación           | 50 m libre F                   |
| Kathleen Baker | Natación           | 100 m espalda F                |
| Maya DiRado | Natación           | 400 m estilos F                |
| Simone Manuel Abbey Weitzeil Dana Vollmer Katie Ledecky Amanda Weir Lia Neal Allison Schmitt                                    | Natación           | 4 × 100 m libre F              |
| Connor Jaeger | Natación           | 1500 m libre M                 |
| Josh Prenot | Natación           | 200 m braza M                  |
| Michael Phelps | Natación           | 100 m mariposa M               |
| Chase Kalisz | Natación           | 400 m estilos M                |
| Genevra Stone | Remo               | Scull individual (W1X) F       |
| Sam Dorman Michael Hixon | Saltos             | Trampolín 3 m sincro. M        |
| David Boudia Steele Johnson | Saltos             | Plataforma 10 m sincronizada M |
| Venus Williams Rajeev Ram | Tenis              | Dobles mixto                   |
| Brady Ellison Zach Garrett Jake Kaminski                                                                                        | Tiro con arco      | Equipo M                       |
| Travis Stevens | Judo               | –81 kg M                       |
| Bronce |                    |                                |
| Tori Bowie | Atletismo          | 200 m F                        |
| Jennifer Simpson | Atletismo          | 1500 m F                       |
| Kristi Castlin | Atletismo          | 100 m vallas F                 |
| Ashley Spencer | Atletismo          | 400 m vallas F                 |
| Emma Coburn | Atletismo          | 3000 m obstáculos F            |
| LaShawn Merritt | Atletismo          | 400 m M                        |
| Clayton Murphy | Atletismo          | 800 m M                        |
| Galen Rupp | Atletismo          | Maratón M                      |
| Sam Kendricks | Atletismo          | Salto con pértiga M            |
| Nico Hernández | Boxeo              | 49 kg M                        |
| Monica Aksamit Ibtihaj Muhammad Dagmara Wozniak Mariel Zagunis                                                                  | Esgrima            | Sable por eqs. F               |
| Miles Chamley-Watson Race Imboden Alexander Massialas Gerek Meinhardt                                                           | Esgrima            | Florete por eqs. M             |
| Simone Biles | Gimnasia artística | Barra de equilibrio F          |
| Alexander Naddour | Gimnasia artística | Caballo con arcos M            |
| Matt Kuchar | Golf               | Individual M                   |
| Sarah Robles | Halterofilia       | +75 kg F                       |
| Phillip Dutton (Mighty Nice) | Hípica             | Concurso completo ind.         |
| Allison Brock (Rosevelt) Kasey Perry-Glass (Dublet) Steffen Peters (Legolas) Laura Graves (Verdades)                            | Hípica             | Doma por eqs.                  |
| J'den Cox | Lucha libre        | 86 kg M                        |
| Leah Smith | Natación           | 400 m libre F                  |
| Katie Meili | Natación           | 100 m braza F                  |
| Dana Vollmer | Natación           | 100 m mariposa F               |
| Maya DiRado | Natación           | 200 m estilos F                |
| Nathan Adrian | Natación           | 50 m libre M                   |
| Nathan Adrian | Natación           | 100 m libre M                  |
| Conor Dwyer | Natación           | 200 m libre M                  |
| David Plummer | Natación           | 100 m espalda M                |
| Cody Miller | Natación           | 100 m braza M                  |
| David Boudia | Saltos             | Plataforma 10 m M              |
| Jackie Galloway | Taekwondo          | +67 kg F                       |
| Steve Johnson Jack Sock | Tenis              | Dobles M                       |
| Kim Rhode | Tiro               | Skeet F                        |
| Corey Cogdell | Tiro               | Foso F                         |
| Brady Ellison | Tiro con arco      | Individual M                   |
| Caleb Paine | Vela               | Finn M                         |
| Equipo | Voleibol           | Torneo F                       |
| Equipo | Voleibol           | Torneo M                       |
| April Ross Kerri Walsh Jennings                                                                                                 | Vóley playa        | Torneo F                       |